# لیک کمل (نیویورک)
لیک کمل (به انگلیسی: Lake Carmel) یک منطقهٔ مسکونی در ایالات متحده آمریکا است که در شهرستان پوتنام، نیویورک واقع شده‌است. لیک کمل ۱۴٫۳ کیلومتر مربع مساحت و ۸٬۲۸۲ نفر جمعیت دارد و ۲۴۴ متر بالاتر از سطح دریا واقع شده‌است.